# Skeiðará
Lo Skeiðará è un fiume dell'Islanda, che nasce dallo scioglimento del ghiacciaio Skeiðarárjökull, una delle diramazioni sud del grande ghiacciaio Vatnajökull.

## Percorso
Il fiume è noto per la sua pericolosità: infatti lungo tutto il suo percorso è possibile incontrare delle jökulhlaup dovute alla rottura del limite murenico del ghiacciaio principale.
Il bacino del fiume è formato da rocce vulcaniche, e sabbia dal tipico colore nero, e si estende tramite piccoli corsi secondari per una lunghezza di 40 km  e una larghezza variabile tra i 5 e i 10 km.

## Storia
Nel 1996 è avvenuta la più grande rottura del ghiacciaio, dovuta all'eruzione di un vulcano sottostante il lago Hringvegur all'interno del Vatnajökull: il Parco nazionale Skaftafell fu inondato da 45.000 metri cubi di acqua al secondo, distruggendo completamente la Strada 1 Hringvegur. Dopo quell'evento si distaccarono iceberg alti fino a 10 metri.